# Eupithecia niphonaria
Eupithecia niphonaria är en fjärilsart som beskrevs av John Henry Leech 1897. Eupithecia niphonaria ingår i släktet Eupithecia och familjen mätare. Inga underarter finns listade i Catalogue of Life.